# ماريهيل إيستيت
ماريهيل إيستيت (بالإنجليزية: Maryhill Estates, Kentucky)‏ هي مدينة تقع في مقاطعة جيفيرسون بولاية كنتاكي في وسط جنوب شرق الولايات المتحدة. تبلغ مساحة هذه المدينة 0.1 (كم²)، وترتفع عن سطح البحر 154 م، بلغ عدد سكانها 175 نسمة في عام 2000 حسب إحصاء مكتب تعداد الولايات المتحدة وتصل الكثافة السكانية فيها 1420.8 نسمة/كم2.

## التركيبة السكانية
حدّد مكتب تعداد الولايات المتحدة بيانات التركيبة السكانية لماريهيل إيستيت في تعداد الولايات المتحدة. في ما يلي، التركيبة السكانية حسب تعدادي 2000 و2010.

### تعداد عام 2000
بلغ عدد سكان ماريهيل إيستيت 175 نسمة بحسب تعداد عام 2000، وبلغ عدد الأسر 62 أسرة وعدد العائلات 55 عائلة مقيمة في المدينة. في حين سجلت الكثافة السكانية 1,750 نسمة لكل كيلومتر مربع (4,532.5/ميل2). وبلغ عدد الوحدات السكنية 63 وحدة بمتوسط كثافة قدره 630 لكل كيلومتر مربع (1,631.7/ميل2).
وتوزع التركيب العرقي للمدينة بنسبة 97.71% من البيض و1.14% من الأمريكيين ذوي الأصول الآسيوية و1.14% من سكان جزر المحيط الهادئ.
بلغ عدد الأسر 62 أسرة كانت نسبة 38.7% منها لديها أطفال تحت سن الثامنة عشر تعيش معهم، وبلغت نسبة الأزواج القاطنين مع بعضهم البعض 87.1% من أصل المجموع الكلي للأسر، ونسبة 1.6% من الأسر كان لديها معيلات من الإناث دون وجود شريك،  بينما كانت نسبة 0% من الأسر لديها معيلون من الذكور دون وجود شريكة وكانت نسبة 11.3% من غير العائلات. تألفت نسبة 11.3% من أصل جميع الأسر من عدة أفراد يعيشون في نفس المنزل ونسبة 6.5% كانت تتألف من شخص يعيش بمفرده يبلغ من العمر 65 عاماً أو أكثر. وبلغ متوسط حجم الأسرة المعيشية 2.82، أما متوسط حجم العائلات فبلغ 3.04.
بلغ العمر الوسطي للسكان 43.4 عاماً. وكانت نسبة 29.1% من القاطنين تحت سن الثامنة عشر، وكانت نسبة 3.4% بين الثامنة عشر والرابعة والعشرين عاماً، ونسبة 20.6% كانت واقعةً في الفئة العمرية ما بين الخامسة والعشرين والرابعة والأربعين عاماً، ونسبة 23.4% كانت ما بين الخامسة والأربعين والرابعة والستين، ونسبة 23.4% كانت ضمن فئة الخامسة والستين عاماً فما فوق. يوجد لكل 100 أنثى 103.5 ذكر، ويوجد لكل 100 أنثى في الثامنة عشر من عمرها فما فوق 93.8 ذكر.
بلغ متوسط دخل الأسرة في المدينة 101,753 دولارًا، أما متوسط دخل العائلة فبلغ 104,104 دولارًا. وكان متوسط دخل الذكور 71,875 دولارًا مقابل 35,417 دولارًا للإناث. وسجل دخل الفرد الخاص بالمدينة 30,953 دولارًا. وكانت نسبة 0% من العائلات ونسبة 2.2% من السكان تحت خط الفقر، وكان من هؤلاء نسبة 0% تحت سن الثامنة عشر ونسبة 6.1% في الخامسة والستين من العمر وما فوق.

### تعداد عام 2010
بلغ عدد سكان ماريهيل إيستيت 179 نسمة بحسب تعداد عام 2010، وبلغ عدد الأسر 62 أسرة وعدد العائلات 52 عائلة مقيمة في المدينة. في حين سجلت الكثافة السكانية 1,790 نسمة لكل كيلومتر مربع (4,636.1/ميل2). وبلغ عدد الوحدات السكنية 63 وحدة بمتوسط كثافة قدره 630 لكل كيلومتر مربع (1,631.7/ميل2).
وتوزع التركيب العرقي للمدينة بنسبة 94.97% من البيض و2.79% من الأعراق الأخرى و2.23% من عرقين مختلطين أو أكثر و1.12% من الهسبانيون أو اللاتينيون من أي عرق.
بلغ عدد الأسر 62 أسرة كانت نسبة 46.8% منها لديها أطفال تحت سن الثامنة عشر تعيش معهم، وبلغت نسبة الأزواج القاطنين مع بعضهم البعض 77.4% من أصل المجموع الكلي للأسر، ونسبة 6.5% من الأسر كان لديها معيلات من الإناث دون وجود شريك،  بينما كانت نسبة 0% من الأسر لديها معيلون من الذكور دون وجود شريكة وكانت نسبة 16.1% من غير العائلات. تألفت نسبة 14.5% من أصل جميع الأسر من عدة أفراد يعيشون في نفس المنزل ونسبة 11.3% كانت تتألف من شخص يعيش بمفرده يبلغ من العمر 65 عاماً أو أكثر. وبلغ متوسط حجم الأسرة المعيشية 2.89، أما متوسط حجم العائلات فبلغ 3.23.
بلغ العمر الوسطي للسكان 40.9 عاماً. وكانت نسبة 33.5% من القاطنين تحت سن الثامنة عشر، وكانت نسبة 2.8% بين الثامنة عشر والرابعة والعشرين عاماً، ونسبة 20.1% كانت واقعةً في الفئة العمرية ما بين الخامسة والعشرين والرابعة والأربعين عاماً، ونسبة 25.7% كانت ما بين الخامسة والأربعين والرابعة والستين، ونسبة 17.9% كانت ضمن فئة الخامسة والستين عاماً فما فوق. وتوزع التركيب الجنسي للسكان بنسبة 48.6% ذكور و51.4% إناث.

## وصلات خارجية
- The US50 - Cities and Towns in Kentucky State